# Sielski
Sielski, Sielski Potok – potok, prawy dopływ Grajcarka o długości 7,17 km.
Potok płynie w Beskidzie Sądeckim, w Paśmie Radziejowej. Jego górny bieg to potok Krępiarka powstający w dolince wciosowej u południowych podnóży szczytów Mała Prehyba i Prehyba. Spływa stąd na południe i południowy zachód, zmiany kierunku są niewielkie. Z południowo-zachodnich stoków Czeremchy wpada do niego niewielki dopływ i od tego miejsca potok ma nazwę Sielski. Płynie doliną znajdującą się pomiędzy grzbietem Czeremchy, a następnie Łysin, Kuniego Wierchu i Gabańki na zachodzie oraz pasmem Góry Pieniążnej, Kiczory i Starego Wierchu na wschodzie. Końcowy odcinek przebiega przez Szlachtową, gdzie potok wpada do Grajcarka (ok. 520 m n.p.m.). Na całej długości potok Sielski nie przyjmuje większych dopływów.
Cały bieg potoku Sielskiego znajduje się w granicach wsi Szlachtowa w województwie małopolskim, w powiecie nowotarskim, w gminie miejsko-wiejskiej Szczawnica.